# Breznița-Motru
Breznita-Motru là một xã thuộc hạt Mehedinți, România. Dân số thời điểm năm 2002 là 1804 người.